# Байтогайский Сор
Байтогайский Сор (каз. Байтоғай соры) — озеро в Жамбылском районе Северо-Казахстанской области Казахстана. Находится в 1 км к северу от села Кара-Камыс.
По данным топографической съёмки 1944 года, площадь поверхности озера составляет 3,23 км². Наибольшая длина озера — 3,5 км, наибольшая ширина — 1,1 км. Длина береговой линии составляет 9,4 км, развитие береговой линии — 1,46. Озеро расположено на высоте 154,5 м над уровнем моря.